# Белая (Тернопольский район)
Белая (укр. Біла) — село в Тернопольском районе Тернопольской области Украины. Административный центр Белецкой сельской общины. Расположено на левом берегу реки Серет.
Население по переписи 2019 года составляло 3324 человек. Почтовый индекс — 47707. Телефонный код — 352.